# Michonne

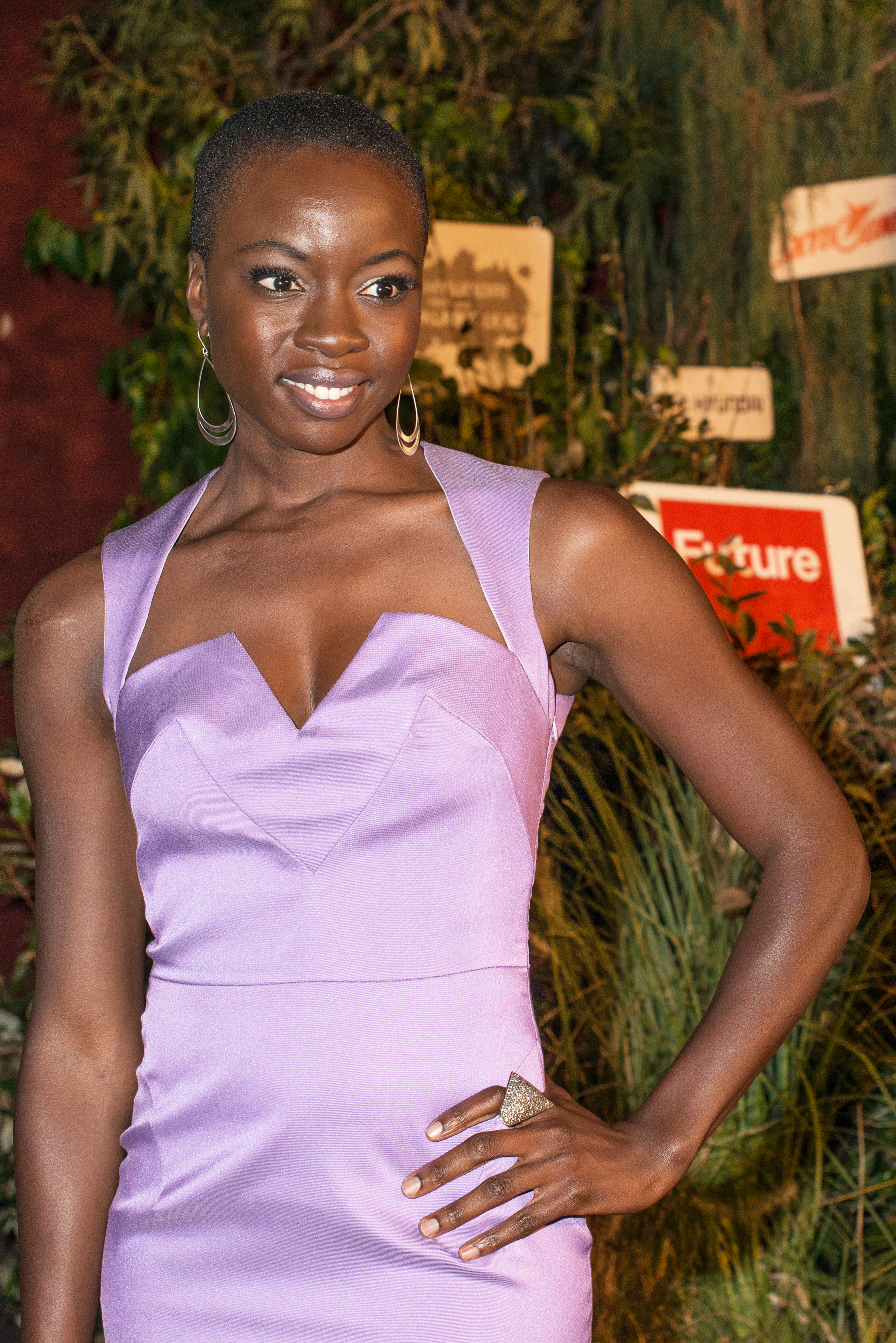
Danai Gurira

Michonne je fiktivní postava z komiksové série Živí mrtví a je ztvárněna herečkou Danai Gurirovou ve stejnojmenném americkém televizním seriálu. V seriálu hraje od 3. série.
Je to černošská samurajka, která má jako hlavní zbraň katanu a chodí s dvěma chodci uvazanými na lanech proto, aby splynula s pochodujícím davem zombií. V 6. sérii začne vztah s Rickem Grimsem.

## Osud v seriálu
Poprvé se v seriálu objeví na začátku 3. série, kdy zachrání jako záhadná zachránkyně Andrey před zombií. Nakonec se obě dostanou do městečka Woodbury, kde se setkávají s Guvernérem. Poté z městečka odchází a Rickova skupina ji zachrání před chodci. Pomůže zachránit Glenna a Maggie, kteří byli zajati a vidí i umírat Andreu.
Michonne se postupně začlení do Rickovy skupiny a stává se stále bližší postavou Rickovi. Stála po jeho boku v momentě, kdy padla věznice, když bojovali v Terminusu o holý život proti kanibalům a nakonec až do Alexandrie. Zde se Michonne stává strážkyní pořádku společně s Rickem. Michonne se stále více sbližovala s Rickem, ale až v 6. sérii spolu začali chodit.